# Eucalyptus salubris
Eucalyptus salubris, comúnmente conocido como gimlet o eucalipto gimlet, es un eucalipto endémico de áreas de bajas precipitaciones del cinturón del trigo y regiones de yacimientos de oro de Australia Occidental.

## Descripción
E. salubris crece como un  mallee, usualmente desde 4 a 15  metros de alto, pero a veces tan bajo como dos metros y tan alto como 24 metros. Tiene los troncos y tallos  lisos y fuertemente estriados, y las flores blancas o crema desde septiembre a marzo.

## Distribución y hábitat
Tiene una distribución amplia, abarcando todo el Cinturón de trigo de Avon y  Coolgardie, con poblaciones lejanas tan al oeste como Perth y tan al sur como Esperance. Generalmente se encuentra en relieves de suaves pendientes. Crece en una variedad de suelos: margas rojas, margas rojas arcillosas, arenas amarillas y rojas, y laterita.

## Taxonomía
Eucalyptus salubris fue descrita por Ferdinand von Mueller y publicado en Fragm. 10(fasc. 83): 54. 1876.
No existen subespecies o variedades. Una variedad fue publicada por Joseph Maiden en 1919 como E. s. subsp. glauca, pero fue promovida al rango de especie como E. ravida en 1991. Híbridos con E. tortilis se han reportado.
Etimología
Eucalyptus: nombre genérico que proviene del griego antiguo: eû = "bien, justamente" y kalyptós = "cubierto, que recubre". En Eucalyptus L'Hér., los pétalos, soldados entre sí y a veces también con los sépalos, forman parte del opérculo, perfectamente ajustado al hipanto, que se desprende a la hora de la floración.